# Xã Wabash, Quận Tippecanoe, Indiana
Xã Wabash (tiếng Anh: Wabash Township) là một xã thuộc quận Tippecanoe, tiểu bang Indiana, Hoa Kỳ. Năm 2010, dân số của xã này là 59.279 người.